# Rhopalostroma luzonense
Rhopalostroma luzonense är en svampart som först beskrevs av Lloyd, och fick sitt nu gällande namn av David Leslie Hawksworth 1977. Rhopalostroma luzonense ingår i släktet Rhopalostroma och familjen kolkärnsvampar.   Inga underarter finns listade i Catalogue of Life.